# إرنست كريستيان ويلهلم أكرمان
إرنست كريستيان ويلهلم أكرمان (بالألمانية: Ernst Christian Wilhelm Ackermann)‏ هو موظف مدني وكاتب ألماني، ولد في 14 يونيو 1761 في فايمار في ألمانيا، وتوفي في 4 أكتوبر 1835 في ينا في ألمانيا.